# La Reina del Sur (Telenovela)

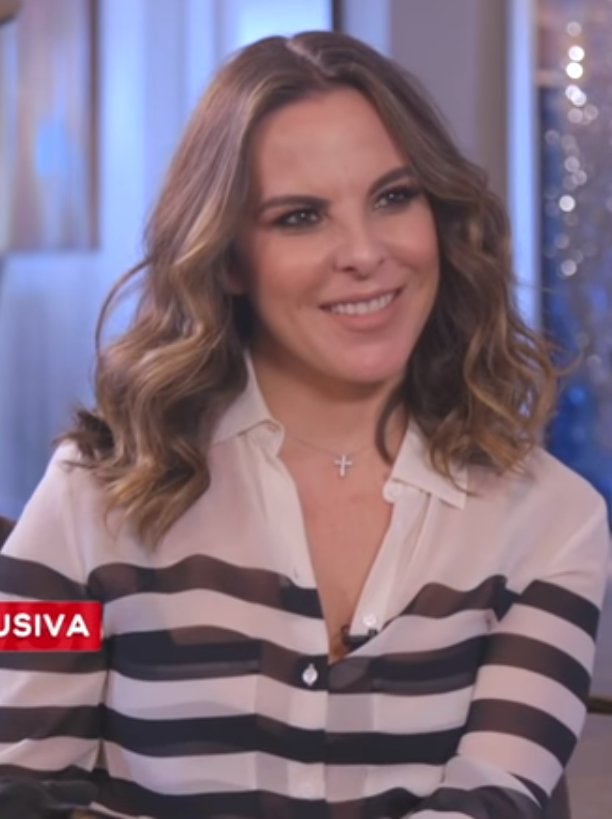
Kate del Castillo
als Teresa Mendoza (2016)

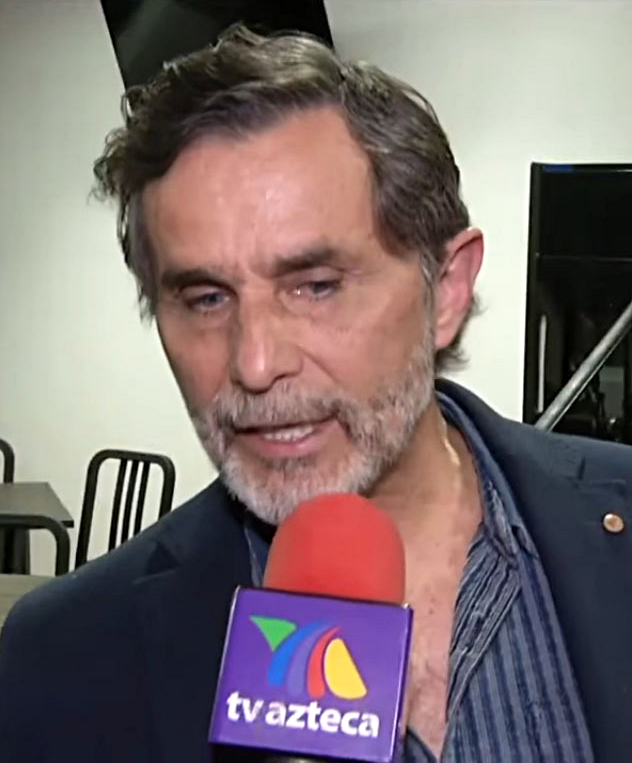
Humberto Zurita
als Epifanio Vargas (2018)

La Reina del Sur („Die Königin des Südens“) ist eine spanischsprachige Telenovela in bisher drei Staffeln. Sie basiert wie die amerikanische Serie Queen of the South auf dem Roman Königin des Südens des Autors Arturo Pérez-Reverte. Die Hauptrolle der Teresa Mendoza spielt die mexikanische Schauspielerin Kate del Castillo, ihr Gegenspieler Don Epifanio Vargas wird von Humberto Zurita dargestellt. Für die Rolle der Teresa war ursprünglich Eva Mendes vorgesehen, aber Arturo Pérez-Reverte sprach sich für Kate del Castillo aus. La Reina del Sur war bis 2011 Telemundos bestbewertete und teuerste Telenovela; das Budget betrug 10 Millionen US-Dollar.

## 1. Staffel
Die erste Episode der 1. Staffel wurde am 28. Februar 2011 ausgestrahlt.
Produziert wurde sie vom amerikanischen Sender Telemundo in Zusammenarbeit mit dem spanischen Medienunternehmen Antena 3 und der kolumbianischen Produktionsfirma RTI Producciones. Sie umfasst 63 Episoden zu je ca. 42 Minuten. Die Premiere am zog 2,4 Millionen Zuschauer an, in der zweiten Woche schlug die Sendung alle englischsprachigen Sender bei Zuschauern im Alter von 18 bis 34 um 22 Uhr.

### Handlung
Die Geschichte beginnt in Culiacán im mexikanischen Bundesstaat Sinaloa. Teresa erhält einen Anruf: Ihr wird mitgeteilt, ihr Freund Güero Davila, Pilot im Dienst von Epifanio Vargas, einem der wichtigsten Drogenhändler des Landes, sei umgebracht worden ist und sie sei auch in Lebensgefahr. Teresa beschließt zu fliehen und bittet ihren Paten Epifanio um Hilfe. Der rät ihr, im spanischen Melilla in Nordafrika ein neues Leben zu beginnen.
Dort arbeitet sie in einer Bar und freundet sich mit den Prostituierten Sheila und Fatima und dem Kellner Ahmed an. Sie verliebt sich in Santiago Fisterra, der zwischen Marokko und Spanien über die Straße von Gibraltar Tabak und Haschisch schmuggelt. Teresa begleitet ihn auf seinen Fahrten und lernt die Tricks des Handels. Während eines Kampfes auf dem Meer mit der Polizei kommt Fisterra bei ums Leben. Teresa überlebt, wird aber verhaftet und zu einer Gefängnisstrafe verurteilt.
Im Gefängnis trifft sie die bisexuelle Pati O’Farell, die ebenfalls wegen Drogenhandels im Gefängnis ist und freundet sich mit Marcela „La Conejo“ an, die wegen Mordes einsitzt. Nach ihrer Entlassung beginnen die drei mit der Unterstützung von Oleg Yasikov aus der russischen Unterwelt und dem marokkanischen Oberst Abdelkader Chaib einen Drogenschmuggel zwischen Spanien und Marokko. Dank ihrer Fähigkeiten, mit Zahlen umgehen zu können und ihren kreativen Ideen wird Teresa Mendoza zu einer erfolgreichen Drogenhändlerin, die bald einen großen Teil des europäischen Rauschgifthandels kontrolliert. Durch die eigene Handelsfirma Transer Naga wird das Geld gewaschen, den Nachforschungen der lokalen Polizei kann sie sich immer entziehen.
Willy Rangel von der DEA schleust in der Person von Verónica Cortés eine Spionin in die Transer Naga ein, die mit Pati O’Farell eine Beziehung beginnt. Pati O’Farell verunglückt bei einem Autounfall schwer, Verónica kommt ums Leben. Pati fühlt sich von Teresa nicht ernst genommen, wird depressiv und nimmt sich das Leben.
Teresa beginnt eine Beziehung mit ihrem verheirateten Buchhalter Teo Aljarafe und wird von ihm schwanger. Als sie entdeckt, dass Teo sie an die Behörden verraten und um grosse Summen betrogen hat, lässt sie ihn von ihrem Leibwächter Pote Galves erschießen.
Willy Rangel verrät Teresa, dass Güero Davila in Wirklichkeit ein Regierungsagent war mit dem Auftrag, Informationen über das Sinaloa-Kartell zu sammeln. Epifanio Vargas hatte Güero enttarnt und seine Ermordung befohlen. Seine Beobachtungen und Lieferungen hielt Güero in einem Notizbuch fest, das Teresa ebenfalls las.
Die DEA bietet Teresa die Möglichkeit, nach Mexiko zurückzukehren unter der Bedingung, dass sie ihre Informationen aus dem Notizbuch dazu verwendet, um gegen Vargas auszusagen und so seine Wahl zum Senator des Staates Sinaloa zu verhindern. Im Gegenzug sollten sämtliche Untersuchungen gegen sie eingestellt werden.
In der Nacht vor der Zeugenaussage wird das Haus, in dem sie zu Gast ist, von bewaffneten Männern im Dienst Epifanios angegriffen; ihre Schutztruppe hat sich zurückgezogen. Mit Hilfe ihres Leibwächters Pote gelingt ihr die Flucht, Pote hingegen kommt ums Leben. Teresas Zeugenaussage vor der Staatsanwaltschaft beendet Epifanios politische Ambitionen. Was danach mit Teresa Mendoza geschieht und wo sie ihr Kind zur Welt bringt, bleibt offen.

## 2. Staffel
Eine zweite Staffel wurde 2019 ausgestrahlt. Die zweite Staffel folgt dem Leben von Teresa Mendoza acht Jahre nach den Ereignissen der ersten Staffel. Teresa lebt isoliert vom Rest der Welt und führt nun ein idyllisches Leben in der italienischen Toskana, aber die Entführung ihrer Tochter zwingt sie, in die Unterwelt zurückzukehren und sich wieder dem Drogenhandel zu widmen. Um ihre Tochter zu retten, muss Teresa sich erneut ihren alten Feinden und ihrer Vergangenheit stellen, denen sie versucht hatte zu entkommen.

## 3. Staffel
Die dritte Staffel ist seit Ende 2022 bzw. Anfang 2023 auf Netflix zu sehen. Sie ist in spanischer Sprache mit Untertiteln in verschiedenen Sprachen verfügbar.

## Besetzung
| Rollenname               | Schauspieler        |
| ------------------------ | ------------------- |
| Teresa Mendoza           | Kate del Castillo   |
| Don Epifanio Vargas      | Humberto Zurita     |
| Cesar „Batman“ Guemes    | Alejandro Cava      |
| „El Guero“ Davila        | Rafael Amaya        |
| Patricia O’Farrell       | Cristina Urgel      |
| Marcela „La Conejo“      | Carmen Navarro      |
| Willy Rangel             | Christian Tappan    |
| Pote Galvez              | Dagoberto Gama      |
| Gato Fierros             | Gabriel Porras      |
| Ramiro Vargas „El Ratas“ | Salvador Zerboni    |
| Dris Larbi               | Nacho Fresneda      |
| Fátima Mansur            | Mónica Estarreado   |
| Sheila                   | Cuca Escribano      |
| Eddie Álvarez            | Klaus               |
| Teo Aljarafe             | Miguel de Miguel    |
| Abdelkader Chaib         | Eduardo Velasco     |
| Oleg Yasikov             | Alberto Jiménez     |
| Verónica Cortés          | Sara Maldonado      |
| Siso Pernas              | Miguel Ángel Blanco |
| Pablo Flores             | Juan José Arjona    |
| Eugenia Alfarje          | Nerea Garmendia     |

### Unterschiede zum Buch
Die Serie folgt im Großen und Ganzen recht genau der Buchvorlage, einzelne Szenen wurden fast 1:1 übernommen. Zahlreiche Figuren, Ereignisse und Erzählstränge wurden hinzugefügt, so zum Beispiel Marcela „Conejo“, Sheila, Fátima Mansour, Verónica Cortés, Eugenia Alfarje, Polizeichef Manolo und der Polizist Pablo Flores. Die Rolle des Barbesitzers Dris wurde stark erweitert, im Buch spielt er keine grosse Rolle. Der Reporter, der sich an der Costa del Sol nach Teresa erkundigt, kommt im Film nicht vor.

### Musik
Der Titelsong wird gespielt von der mexikanischen Gruppe Los Cuates de Sinaloa.

## Veröffentlichung
- Die erste Staffel erschien als DVD in spanischer Sprache.[8]
- Die ersten drei Staffeln wurden auf Netflix in spanischer Sprache veröffentlicht. Untertitel in Deutsch, Englisch, Französisch, Italienisch und Spanisch sind verfügbar.